# Закон о согласии в Швеции
Закон о согласии в Швеции (швед. samtyckeslagen) — поправки к уголовному кодексу Швеции, принятые в 2018 году, согласно которым половой акт без чёткого согласия партнёра считается изнасилованием. Также в законе появляется новый термин «изнасилование по неосторожности» — в случае, если партнёр, неправильно интерпретировав сигналы другого партнёра, не удостоверился, что участие в половом акте добровольно.
Швеция оказалась десятой страной в Европе и первой в Скандинавии, где начал действовать подобный закон. Он привёл шведскую законодательную базу в соответствие с принятой в 2011 году Стамбульской конвенцией против домашнего насилия.
Это проактивный закон, цель которого не столько увеличить количество приговоров, сколько уменьшить количество преступлений, изменив отношение общества к вопросам насилия.

## Суть закона
Закон о согласии Lag (2018:618) является частью Раздела 6 шведского Уголовного кодекса «Преступления против половой неприкосновенности и половой свободы личности». Он определяет санкции за изнасилования, посягательство на половую неприкосновенность, половые связи с несовершеннолетними, сутенёрство и т. д.
Согласно ему половое сношение или другие сравнимые действия в отношении лица, чьё участие в них недобровольно, определяется как изнасилование. Добровольность участия должна быть выражена словами, действиями или иным образом. При этом участие не может считаться добровольным, если:
- лицо подвергалось побоям, насилию, угрозам преследования или насилия;
- преступник использует уязвимое положение жертвы (например, бессознательное состояние, сон, сильный ужас, интоксикацию, воздействие лекарственных или наркотических препаратов, физические увечья, психические расстройства);
- преступник принуждает жертву к сношению, используя её зависимое положение от преступника (6 Кap. 1 § BrB).

Такие действия наказываются лишением свободы от двух до шести лет, а при отягчающих обстоятельствах (применение особой жестокости и угроз, юный возраст жертвы, групповое изнасилование и т. п.) — от пяти до десяти лет.
Также закон о согласии вводит новый термин «изнасилование по неосторожности» (швед. oaktsam våldtäkt) — насильственные действия, при которых лицо проявляло безразличие к недобровольности участия другого лица в половом акте (6 Кap. 1а § BrB). Изнасилование по неосторожности карается лишением свободы до 4 лет. В прежней редакции закона для осуждения насильника требовалось доказать, что он совершил преступление намеренно. Теперь, когда в действие вступил закон о согласии, каждый обязан удостовериться в добровольности участия партнера. Если это не было сделано, если один из партнеров неправильно проинтерпретировал сигналы другого, то уйти от ответственности просто по незнанию не удастся.
Иные сексуальные действия в отношении лица, чье участие в них недобровольно, определяются как посягательство на половую неприкосновенность, и караются тюремным заключением до двух лет. При отягчающих обстоятельствах — от шести месяцев до шести лет (6 Кap. 2 § BrB).
Половое сношение с лицом младше 15 лет, а также с несовершеннолетними от 15 лет (если преступник — их родственник, учитель, опекун или другое ответственное лицо) приравнивается к изнасилованию и наказывается тюремным заключением от двух до шести лет (при отягчающих обстоятельствах от пяти до десяти лет) (6 Kap. 4 § BrB). В свою очередь, посягательство на половую неприкосновенность лиц младше 15 лет, а также несовершеннолетних от 15 лет (если преступник — ответственное по отношению к подростку лицо) караются тюремным заключением до двух лет (а при отягчающих обстоятельствах — до шести лет) (6 Kap. 6 § BrB).
При этом если кто-то, не имея намерения вступать в связь с малолетним, проявил халатность и не удостоверился, что партнёр достиг возраста сексуального согласия, то он/она тоже подпадает под действие этого закона. (6 Кap. 13 § BrB)
Содействующим или получающим экономическую выгоду от того, что другое лицо вступает в сексуальные связи за вознаграждение, грозит до четырёх лет тюрьмы (от двух до десяти лет при отягчающих обстоятельствах). Это также касается лиц, сдающих в аренду жилье, зная, что оно будет использоваться для занятий проституцией. (6 Кap. 12 § BrB)
Кроме того, законом гарантируется ранняя поддержка жертв сексуальных преступлений, а также были выделены средства на просветительскую кампанию среди педагогов и молодежи.

## Философия закона
Шведское законодательство о сексуальных преступлениях и в частности об изнасилованиях базируется не на принципе принуждения (когда составом преступления является применение насилия и активное сопротивление жертвы), а на принципе изначальной добровольности секса.
«Секс должен быть добровольным. А если нет, то он вне закона», — так шведское правительство объясняло суть закона о согласии.
Законы об изнасиловании, основанные на принципе принуждения, предполагают, что человек доступен, пока он не начинает оказывать физическое сопротивление. Преступление определяется наличием у жертвы физических травм, полученных в результате её сопротивления.
В то же время известно, что самая распространённая реакция на сексуальное нападение — это оцепенение. Например, согласно клиническим исследованиям, проведённым в Швеции в 2017 году, около 70 % из 298 женщин-жертв изнасилования во время нападения ощущали «непроизвольный паралич». К показаниям таких женщин, как правило, правоохранительные органы относятся с подозрением.
В свою очередь, законы об изнасиловании, основанные на принципе согласия, — такие как в Швеции — предполагают, что человек не доступен, пока он чётко не сказал «да». Это означает, что если по поводу добровольного участия возникнут вопросы, именно подозреваемый должен будет объяснить, каким образом партнёр дал своё согласие. Также, если кто-то проявляет полную пассивность во время полового акта, никак не показывая согласие на участие в нём, то закон трактует это как «нет».
Из этого отнюдь не следует, что перед сексом партнёры должны подписывать расписку или подтверждать согласие через приложение на мобильном телефоне.
Однако удостоверяться в согласии партнёра (словом или действием) необходимо на протяжении всего полового акта. А человек, вступивший в интимную связь с лицом, неспособным выразить согласие вследствие интоксикации, когнитивных расстройств и т. д., сильно рискует.
Это проактивный закон, цель которого — изменить отношение общества, и таким образом уменьшить количество преступлений. О такой необходимости свидетельствуют результаты социологического опроса, проведённого Управлением по вопросам компенсации и поддержки жертв преступлений (швед. Brottsoffermyndigheten) в 2018 году, после принятия поправок в Уголовный кодекс: так, среди возрастной группы 18-25 лет закон о согласии поддержали 90 % девушек и 62 % парней. При этом, у них не было единого понимания термина «согласие на секс» — так, согласие проводить домой вечером 17 % парней (и только 7 % девушек) рассматривали как согласие на секс, 33 % парней полагали, что если они голые рядом с кем-то, то это согласие; в то же время всего 16 % девушек согласились с таким утверждением. Флирт 9 % молодых людей расценивали как согласие и лишь 3 % девушек.

## Оценка закона
Международные и шведские правозащитные организации, такие как Amnesty International, Fatta!, MÄN поддерживали принятие закона. По мнению Amnesty International, этот закон «защищает право на физическую неприкосновенность и сексуальную свободу каждого, а также означает, что в большем количестве случаев изнасилования будет выдвинуто обвинение».
В свою очередь, ещё до принятия закона в Шведской коллегии адвокатов звучали предостережения, что он не увеличит количество обвинительных приговоров, а доказать недобровольность полового акта будет всё равно сложно. Ведь согласие определяется по поведению партнёра. Из-за этого суды при рассмотрении дел могут быть склонны обращать внимание не на действия преступника, а на поведение и действия жертвы изнасилования. В результате жертве будут задавать много интимных вопросов и таким образом опять посягать на её половую неприкосновенность. А это якобы противоречит духу закона, который как раз и должен сильнее защищать половую неприкосновенность. Также согласно некоторым юристам, есть риск, что на скамью подсудимых будут попадать ни в чём не виновные люди.
Однако в процессе применения закона у прокуроров и адвокатов оценки были скорее позитивные. Якобы новый закон «меняет правила игры», большее количество инцидентов будет расцениваться как изнасилования, а значит будет выноситься больше обвинительных приговоров. Этот закон перекладывает всю ответственность именно на насильника, что поможет жертвам насилия побороть чувство стыда и вины, бороться с виктимизацией.

## Применение
Пока ещё рано оценивать, каким образом «закон о согласии» повлиял на количество заявлений и судебных приговоров. Согласно официальной статистике Государственного совета по предупреждению преступности (швед. Brottsförebyggande rådet, Brå) в 2018 году, когда вступил в действие «закон о согласии», из 224 судебных приговоров по делам об изнасиловании в 194 случаях насильники были приговорены к тюремному заключению. Однако, в 2018 году не было ни единого приговора по статье «изнасилование по неосторожности», и всего лишь один по статье «посягательство на половую неприкосновенность по неосторожности», за что преступника приговорили к тюремному заключению.
За год действия закона были выдвинуты 84 обвинения, где фигурировало изнасилование по неосторожности. В 45 случаях суды первой инстанции признавали подсудимого виновным в изнасиловании.
Согласно мониторингу Amnesty International, следившему за 30 судебными разбирательствами, в которых использовалось новое законодательство, после реформы 2018 года судьи стали сильнее склонны рассматривать изнасилование как более тяжкое преступление, чем раньше. Применение насилия, угроз, служебного положения и тому подобное оканчивалось более строгими приговорами, чем ранее.
Первые суды над насильниками с применением «закона о согласии» массово освещались в СМИ. Знаковым стало решение Верховного суда Швеции, в июле 2019 года вынесшего первый приговор по статье «изнасилование по неосторожности». Прокуратура обвиняла 27-летнего мужчину из Вестерботтена в том, что он вступил в сексуальные отношения с женщиной, с которой познакомился через социальные сети, без её очевидного согласия. Подсудимый утверждал, что не понял, что спутница, у которой он проводил ночь, была против связи. При этом в решение суда утверждается, что девушка «вела себя пассивно и не показывала явно, что она согласна». Суд приговорил мужчину к двум годам и трем месяцам тюрьмы, этот срок включает наказания за другие совершенные им ранее преступления на сексуальной почве.
Другим аспектом применения закона является просветительская работа. Подавая законопроект, правительство обязало Управление по вопросам компенсации и поддержки жертв преступлений подготовить информационные материалы, онлайн-курс, пособие для педагогов для ведения просветительской кампании против сексуальных преступлений среди молодежи и взрослых, постоянно работающих с молодыми людьми.
Правозащитные организации, такие как Fatta! продолжают работать над популяризацией культуры согласия, так, чтобы всем было понятно, что же является согласием на практике.

## Эволюция идеи
- 1250 год. Правитель Швеции Ярл Биргер принимает закон, запрещающий изнасилование и похищение женщин.[26] Сначала изнасилование считалось преступлением, потому что оно наносило урон главе семейства, а женщину нужно было защищать, так как она являлась собственностью мужчины. К концу XVII века изнасилование стали рассматривать как уголовное преступление. Вплоть до 1779 года это преступление каралось смертной казнью[27]. Для законодателя желание или нежелание женщины принимать участие в половом акте стало основным критерием, чтобы отличить изнасилование от добровольного сношения. Однако женщина должна была сама доказать, что по отношению к ней было совершено насилие. Иначе её бы обвинили в неверности. Изнасилование в браке, а также проституток, и вовсе не считалось преступлением.[28]
- 1864 год. Уголовный кодекс гласит, что изнасилование — это когда мужчина с принуждением «берет женщину» против её воли.[28]
- 1965 год. Законом запрещается изнасилование в браке.[26]
- 1981 год. Ирландия в Уголовном кодексе начинает определять изнасилование как половой акт при отсутствии согласия одной из сторон.[29][30]
- 1984 год. Определение изнасилования в Швеции становится гендерно-нейтральным, что позволяет включать в него насильственные гомосексуальные половые акты, а также насилие женщин по отношению к мужчинам.[29]
- 1989 год. Бельгия исходит из принципа согласия в новом законодательстве об изнасилованиях.[29][31]
- 2003 год. В Англии и Уэльсе начинает действовать закон о сексуальных преступлениях, где согласие определяется как добровольное и свободное решение. Шотландия с 2001 года после дела HMA против Watt также рассматривает изнасилование с точки зрения присутствия или отсутствия согласия на половой акт.[29]
- 2005 год В Швеции половое сношение с лицом в беспомощном состоянии (например, в результате интоксикации) также приравняли к изнасилованию.[32]
- 2011 год. Швеция подписывает Конвенцию Совета Европы о борьбе с насилием в отношении женщин и предотвращении жестокости в семье (Стамбульскую конвенцию). Преследование женщин во всех формах становится уголовным преступлением. Одна из основных целей закона — предотвращение насилия над женщинами.[26]
- 2013 год. Формулировку «беспомощное состояние» в шведском уголовном кодексе заменили на «в особо уязвимой ситуации» (i en särskilt utsatt situation), что позволило охватить больше случаев и ситуаций.[28]
- 2014 год. По инициативе шведского правительства сформирован Комитет по вопросам сексуальных преступлений. Его цель — провести аудит для пересмотра соответствующего законодательства.[13]
- 2016 год. Комитет выступил с предложениями нового законодательства, основанного на принципе согласия и предполагающего ответственность за халатность.[13]
- 1 июля 2018 года. Закон вступил в силу в Швеции.[28]